# 宇都宮裕
宇都宮 裕（うつのみや　ひろし）は、材料工学者・塑性加工学者・材料科学者。現在、大阪大学教授（工学研究科マテリアル生産科学専攻）。

## 学歴・職歴
1965年愛知県生まれ。私立高槻中学校・高等学校卒業。大阪大学工学部金属材料工学科卒業。大阪大学大学院工学研究科金属材料工学専攻後期（博士）課程修了。博士（工学）。大阪大学助手、大阪外国語大学非常勤講師、ケンブリッジ大学シニアリサーチアソシエイト、物質・材料研究機構主幹研究員、大阪大学助教授、大阪大学准教授などを経て現職。

## 研究内容
サテライトミル圧延、延伸制御圧延、拡幅圧延法、従動クロス圧延、繰り返し重ね接合圧延（Accumulative Roll-Bonding)、 Conshearing法（連続ECAE法）、異摩擦圧延法、ハイブリッド圧延法などの各種の新規な圧延法の提案または開発を行った。また、銀シース酸化物高温超電導体の線材化プロセスで大径圧延および張力圧延が、マグネシウム板の圧延高速圧延が有効であることを見出した。さらに、有限要素法解析に関する研究では、圧延におけるリターンマッピングアルゴリズムの影響を解明した。また力学物性の不均質性を考慮した有限要素解析法を提案した。最近は、鉄鋼表面のポーラス化を利用した冷間加工潤滑方法を提案、酸化物ガラスを用いた熱間圧延時のスケール変形の解明などトライボロジーに関する研究も行っている。また冷間加工による固相接合を利用したポーラス金属材料の製造方法を提案するとともに、ポーラス金属の加工特性に関する研究を行っている。これらの職務研究とは別に、材料に関連した専門用語の計量言語学的考察についての発表がある。